# Bisdom Graz-Seckau
Het bisdom Graz-Seckau (Latijn: Dioecesis Graecensis-Seccoviensis; Duits: Diözese Graz-Seckau) is een Oostenrijks rooms-katholiek bisdom, dat tot de kerkprovincie Salzburg behoort.
In 1218 stichtte aartsbisschop Eberhard II van Salzburg het bisdom Seckau, dat daarmee na het bisdom Gurk (1072) en het bisdom Chiemsee (1215) het derde eigenbisdom van Salzburg was. In 1228 volgde als vierde eigenbisdom nog het bisdom Lavant in Sankt Andrä im Lavantal. De zetel van het bisdom was tot 1782 het voormalige Augustijner koorherensticht en latere Benedictijner klooster Seckau in Opper-Stiermarken met de stichtskerk van Seckau als kathedrale kerk. De bisschop van Seckau was ook vicaris voor het hertogdom Stiermarken.
Het oorspronkelijke, onsamenhangende gebied bestond uit slechts dertien parochies en liep van Seckau over de Stubalp tot in het Kainachdal, respectievelijk weer bij Wildon aan de Mur. Vanaf de stichting van het bisdom resideerden de bisschoppen niet in het in Opper-Stiermarken gelegen sticht Seckau, maar op slot Seggau bij Leibnitz in Zuid-Stiermarken, soms ook in Graz. Ook de meeste bisschopswijdingen vonden tot in de achttiende eeuw plaats op slot Seggau. Alleen de begraafplaats van de bisschoppen bevond zich in Opper-Stiermarken direct naast de stichtskerk van Seckau.
In 1786 werd de bisschopszetel verplaatst naar Graz, de parochiekerk van St. Egidius werd de kathedrale kerk van Graz. Na de inlijving van het bisdom Leoben in 1859 kwamen de bisdomsgrenzen in wezen samen te vallen met die van het het huidige bondsland Stiermarken. Voor Neder-Stiermarken (sinds 1919 deel van Joegoslavië) werd in 1859 het bisdom Lavant naar Maribor verlegd.
Sinds 1963 heet het bisdom officieel Graz-Seckau.

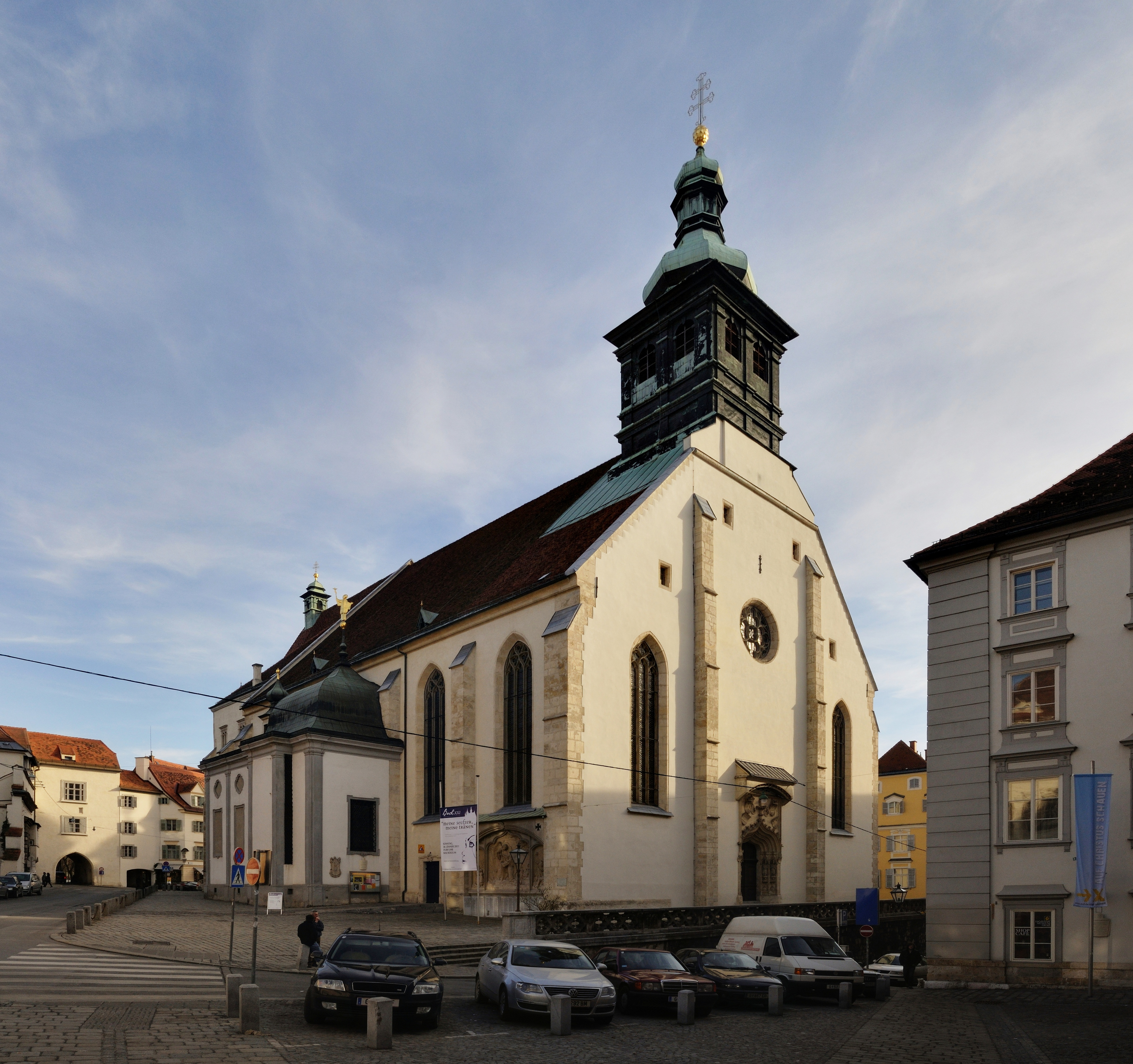
Grazer Dom
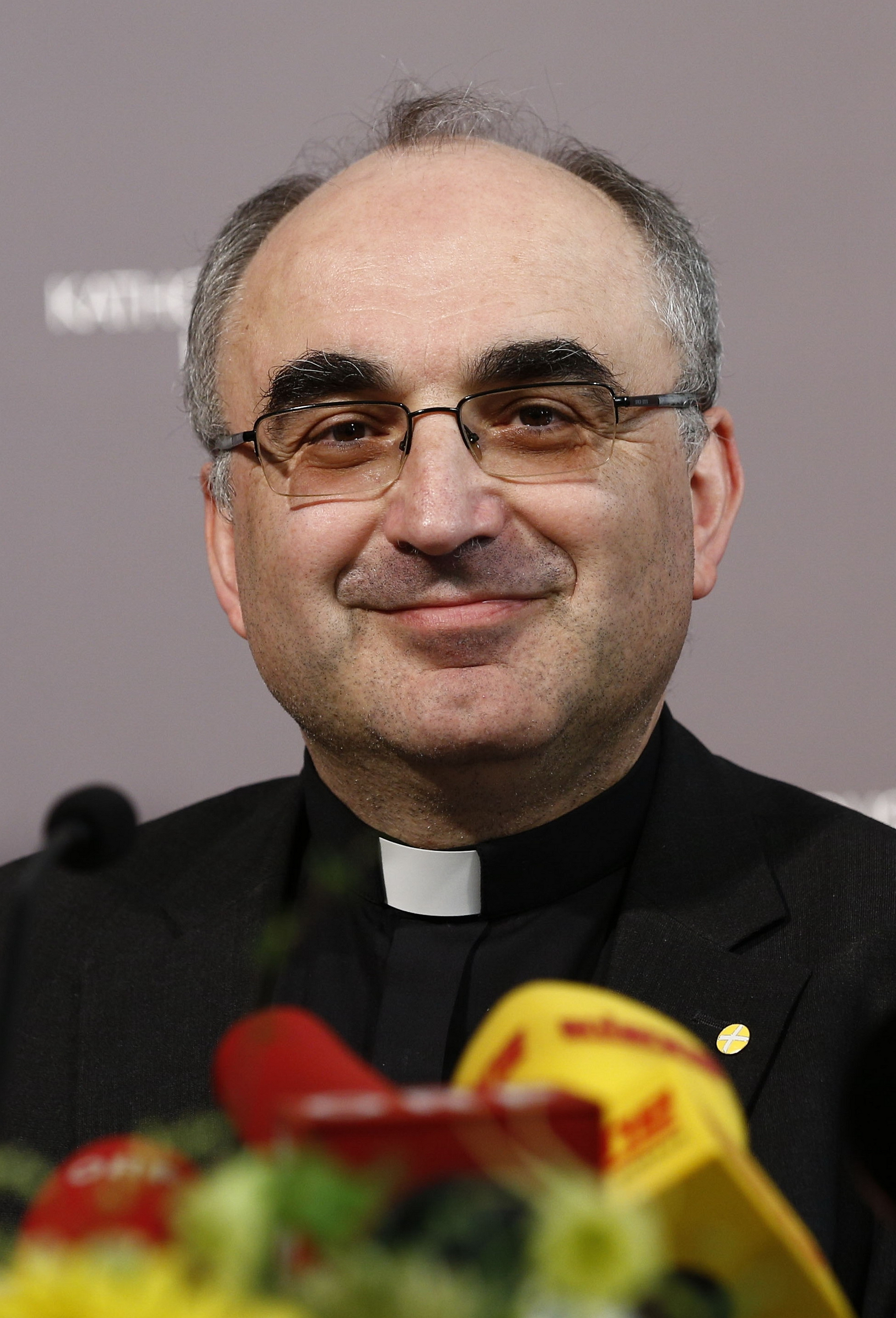
Bisschop Wilhelm Krautwaschl